# 폭풍 다니엘
폭풍 다니엘(Storm Daniel) 혹은 사이클론 다니엘(Cyclone Daniel)은 역사상 기록된 가장 강력한 지중해 폭풍이며 2023년 발생한 기상 현상 중 사상자가 가장 많은 것으로 기록되었다. 2023년 9월 4일 지중해에서 저기압으로 형성된 이 폭풍은 불가리아, 그리스, 튀르키예에 광범위한 홍수 피해를 입혔다. 이후 방향을 틀어 남하하면서 '폭풍 다니엘'이라는 이름이 붙여졌고, 일종의 '준열대성 사이클론'(Tropical-Like Cyclone)이 되어 리비아로 이동, 홍수를 일으키고 막대한 피해를 입힌 후에 저기압으로 변질되었다. 이 폭풍은 고기압대가 두 저기압대 사이에 끼어 등치선이 마치 그리스 문자 Ω처럼 형성되는 오메가형 블로킹 고기압 때문에 발생했다.
폭풍의 수명이 매우 짧았고 갑자기 나타났기 때문에 이에 대한 대비는 거의 없었다. 그리스는 폭풍으로 이어진 홍수로 20억 유로가 넘는 피해를 입는 등 역사상 최악의 폭풍으로 기록되었다. 폭풍 다니엘로 가장 큰 피해를 입은 국가는 리비아로, 기록적인 폭우로 데르나 인근의 댐 2개가 붕괴되었다. 이 때문에 수천 명이 사망하고 최대 1만명에서 10만명 가까이 실종되었다. 리비아가 이런 재난에 취약했던 이유로는 내전으로 주요 인프라가 파괴되었고 폭풍이 닥치기 이전까지 매우 열약한 상태에 있었기 때문이다. 이 여파로 지중해 연안 국가는 리비아에 대한 원조를 제공하겠다고 약속했다.

## 기상사
표층 수온이 열대전이대 범위 내에 있던 이오니아해에서 저기압이 발달했다. 9월 4일 발칸반도 상공에서 대기요란이 남쪽으로 이동하며 특히 테살리아주에 집중호우가 발생했다. 이 저기압은 다음 날 이오니아해 상공에서 지중해 폭풍으로 발달했고 그리스 국립기상청은 이 폭풍에 다니엘이라는 이름을 붙였다. 다음 날인 9월 6일에는 동남쪽으로 폭풍이 향하면서 아열대성 폭풍의 최전성기를 맞았으며 유럽의 METOP 관측기상위성의 관측에 따르면 최고 10분평균풍속은 45 노트 (83 km/h; 52 mph)로 측정되었다. 지중해에 있던 폭풍은 리비아의 벵가지 인근에 상륙했다. 9월 10일에는 폭풍이 천천히 동쪽으로 이동하면서 내륙으로 진입한 후 나중에 건조한 공기와 육지와의 상호작용으로 인해 잔존저기압으로 변질되었고 9월 12일에는 완전히 폭풍이 소멸했다.

## 피해

### 그리스

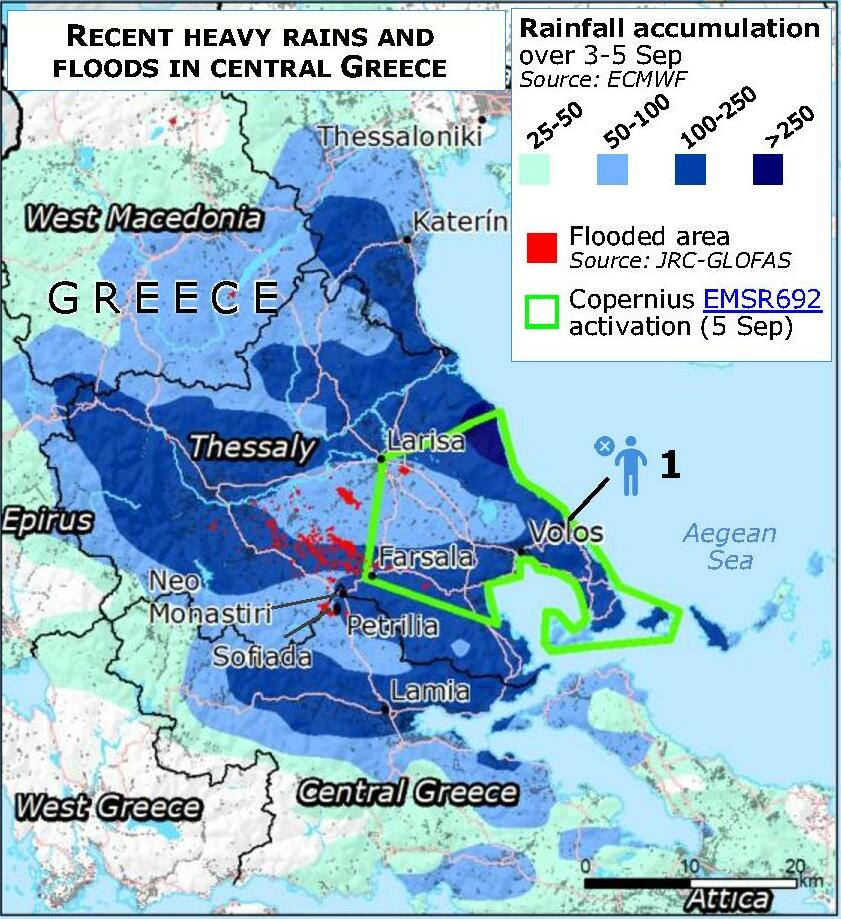
그리스 중부 지역의 홍수 피해 지역을 그린 지도.

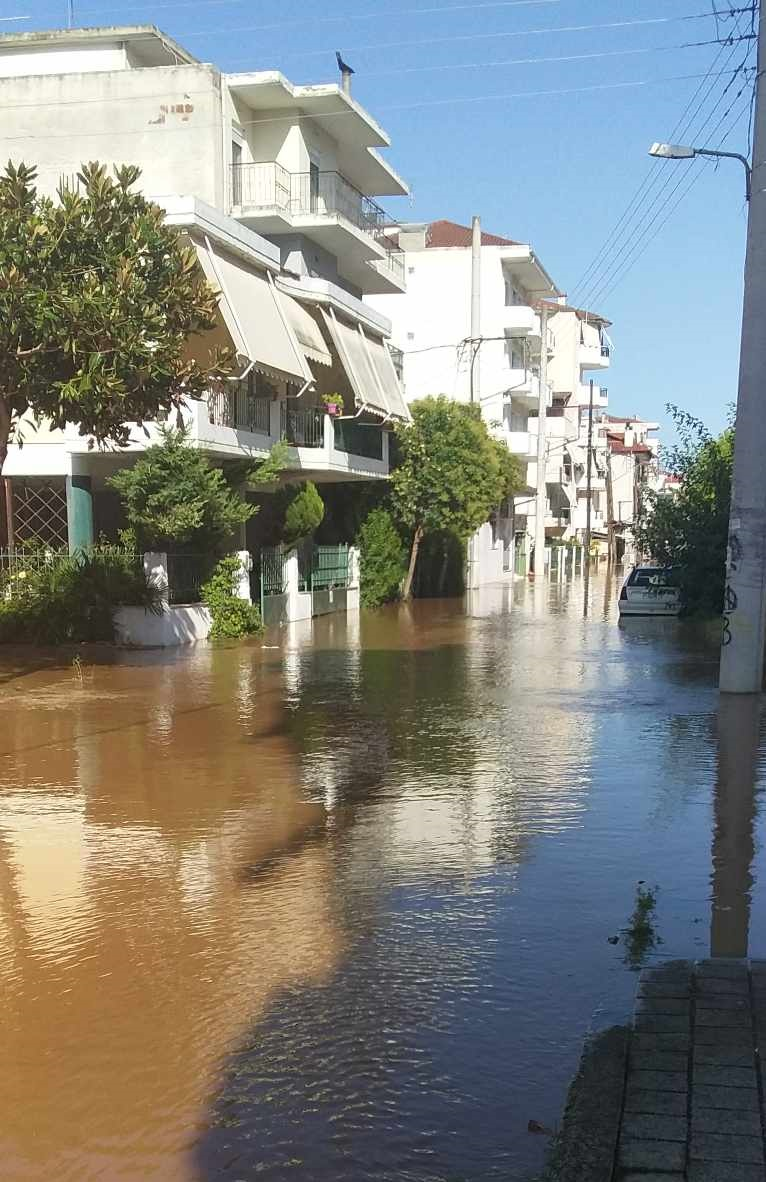
폭풍 다니엘로 침수된 라리사의 거리.

9월 5일 그리스 테살리아주에서 발생한 홍수로 최소 1명 이상이 사망했다. 같은 날 자고라 마을에서는 24시간 강수량이 1,092 mm를 기록해 전국의 같은 달 평균 강우량보다 55배 이상 더 많이 내렸다. 같은 날 포르타리아에서는 884 mm의 강우량이 측정되어 도시 역사상 최고 강수량 기록을 돌파했다. 이후에는 기상관측소에 문제가 생겨 정확한 강수량을 측정할 수 없었다. 9월 6일에는 펠리온산에서 발원하는 크라프시도나스강이 범람해 볼로스의 제방을 넘어버려 다리를 파괴하고 양로원이 파괴되었으며, 그 외에도 여러 차량과 버스, 기타 나무 잔해들이 휩쓸렸다.
9월 7일에는 아테네와 테살로니키를 잇는 그리스의 주요 고속도로가 폐쇄되었고 두 도시를 오가는 철도 영업도 중단되었다. 테살리아주에서는 여러 도시의 건물과 다리가 붕괴되고 도시 전체가 물에 잠기는 곳도 발생해 800명 이상이 긴급하게 구조되기도 했다. 라리사에서는 9월 8일 비가 그친 후에도 피니오스강의 수위가 계속 올라 제방을 넘어버리고 평수위 4 m와 비교하여 최대 9.5 m의 수위를 기록했다.
강우가 시작된 이후 코페르니쿠스 프로그램의 신속맵핑서비스가 그리스의 홍수 발생 지역에서 운용되었고, 9월 7일 센티널-1 위성의 데이터를 분석한 결과 약 73,000 ha의 영역이 홍수로 물에 잠긴 것으로 추정되었다. 기상학자들은 1930년대 그리스에서 폭풍 관측을 시작한 이래 역사상 최악의 피해를 가져온 폭풍이라고 말했다. 그리스의 농업 생산량 15%를 차지하는 테살리아주의 홍수로 남은 한 해간의 농작물이 상해버렸고 두꺼운 진흙층이 덮혀져 토양이 전체적으로 사용할 수 없게 변해 다시 농업이 가능하기까지 최대 5년까지 걸려 심각한 장기적인 경제적 피해를 입었다. 테살리아주의 주지사인 코스타스 아고라스토스는 그리스 국영방송과의 인터뷰에서 폭풍의 피해액이 20억 유로를 넘는다고 말했다.
9월 10일에는 4구의 시신이 추가로 발견되며 그리스의 사망자는 15명으로 늘어났으며, 실종자 2명은 9월 11일까지도 여전히 실종 상태이다.

### 튀르키예
폭풍 생성 초기에 튀르키예에서도 폭풍의 영향으로 홍수가 발생해 9월 6일 키르클라렐리에서 5명이 사망했고, 이스탄불의 바샥셰히르구와 퀴췩체크메제구에서 2명이 사망했다.

### 불가리아
불가리아 동남부의 부르가스주 흑해 해안의 마을과 인접한 지역이 물에 잠겼으며, 코스티와 아라퍄를 포함한 여러 마을에서 사람들이 긴급하게 대피했다. 차레보 지역에서는 다리가 무너져 3명이 강에 떠내려갔고 마을 인근에서도 익사자 1명이 발생했다.
코스티의 강우량은 311 mm(9월 월평균 강우량의 420%), 아흐토폴에서 196 mm(월평균 강우량의 350%), 그라마티코보에서 275 mm(월평균 강우량의 368%)를 기록했다. 차레보에서는 20시간에 330 mm의 강우량(연평균 강우량의 40%)가 내리면서 불가리아의 최대 강수량 기록을 경신했다.
불가리아 동북부의 티울레노보에서는 희귀한 현상인 해상 용오름이 관측되었다.

### 리비아
데르나에서는 인근의 댐 2개가 붕괴되어 데르나 와디의 제방이 완전히 범람하고 제방 양쪽으로 최소 50 m가 범람하면서 최소 11,300명이 사망했다. 당시 주민들은 큰 터지는 소리와 함께 댐이 무너졌다고 증언했다. 리비아 동부를 장악한 국가안정정부의 총리 오사마 하마다는 주거지역이 완전히 휩쓸렸다고 말했다. 소셜 미디어(SNS)에는 홍수로 완전히 자동차가 물에 잠긴 영상이 업로드되었다. 데르나의 다리 4개도 전부 붕괴되었으며, 히샴 치키우앗 내각장관은 데르나의 25%가 "완전히 사라졌으며", 도시 대부분이 바다 밑으로 잠긴 상태라고 발표했다. 하마다 내각의 보건부 장관인 오스만 압둘랼리는 데르나에서만 최소 6천명이 실종된 상태라고 말했다.
재난의 규모가 커진 데에는 제2차 리비아 내전과 그 영향이 컸다. 붕괴되었던 댐은 1970년대 유고슬라비아의 회사가 건설한 댐으로, 데르나 부시장은 2002년부터 댐이 유지관리가 되지 않았으며 이 정도의 물조차 견딜 수 없는 설계였다며 불과 높이 70 m에서 붕괴되었다고 말했다. 도시 병원에서는 영안실이 가득 차 운영이 불가능해졌고, 넘쳐나는 시신은 길가나 도시 중앙 광장에 올려놓았다. 사망자 중 약 300명이 투브루크의 영안실로 보내졌다. 9월 11일에는 약 300명의 시신이 집단무덤에 매장되었다. 폭풍이 오기 직전인 9월 10일 정부가 예방적으로 통행금지령을 내려 집을 떠날 수 없는 것이 오히러 역효과를 냈다.
알아브라크에서는 170 mm가 넘는 비가 내렸다. 로이터 지에서는 당시 마을 주민들이 강물이 3 m 넘게 불어났다고 증언했다고 보도했다. 그 외에도 타크니스, 엘바야다, 바타흐, 자발알아크다르주 전역과 서쪽으로는 미스라타까지 홍수가 발생했다. 리비아 적신월사에 따르면 리비아 전역에서 최소 150채의 주택이 파괴되었으며 홍수에 대응하던 자원봉사자 3명도 사망했다고 발표했다. 베이다에서는 다니엘이 가져온 심각한 홍수로 병원에서 대피 명령이 내려졌고 50명이 사망했으며 그 외에 수십 명이 실종되었다. 베이다 시가지에 약 414 mm의 강우가 기록되었는데 이는 연평균 총 강수량의 77%에 해당한다. 또한 수사에서도 7명이 사망했으며, 카랴트우마르알묵타르와 샤흐하트 마을에서 7명이, 마르지 마을에서 1명이 사망했다.
9월 14일 기준 리비아 관료의 발표에 따르면 최소 11,300명이 사망했으며, 최소 1만명에서 10만명의 가까운 사람이 실종되었으며 이 중에는 리비아 국민군 소속 병사 7명도 있다. 최소 7천명이 부상을 입었으며 4만명 가량이 집을 잃고 난민이 되었다. 리비아 동부에 거주하는 이집트인 145명도 같이 사망했다. 리비아 동부의 사실상의 군부 통치자인 칼리파 하프타르는 피해가 "너무 거대하며 이를 설명하거나 측정할 수 없을 정도이다"라고 말했다. 이번 홍수는 300명 가량이 사망한 1963년 마르지 지진 이후 키레나이카에사 발생한 최악의 참사이다.
9월 9일 리비아 국립석유공사는 라스라누프, 주웨티나, 브레가, 시드라 4개 석유 항구를 3일간 일시 폐쇄한다고 밝혔다. 라스라누프, 브레가, 시드라 시설은 9월 12일 재개했고 주웨티나 항구는 9월 13일 영업을 재개했다.
또한 리비아에서 홍수로 리비아 외 외국인 400명이 사망했는데 이 중 145명이 이집트인으로 팔레스타인인 23명, 수단 이민자 수 명도 사망했다.

### 이집트
폭풍이 이집트 내륙에도 도달해, 이집트 서북부 일부 지역에 강우가 관측되었다.
잔존저기압이 나일강 삼각주과 카이로까지 도달한 9월 12일 이집트 곳곳의 주민들이 이상한 냄새가 난다고 신고했다. 이집트 기상청에서는 폭풍과 이상한 냄새와의 관계는 없다고 밝혔으나 폭풍으로 인한 먼지, 비, 바람의 변화 등이 이상한 냄새와 연관이 있을 수도 있다고 밝혔다.

### 이스라엘
폭풍 다니엘의 잔존저기압이 9월 13일 이스라엘까지 도달해 건기인 이스라엘에서 특이할 정도의 호우가 내렸다. 이 비로 다수의 싱크홀이 발생하고 재산 피해가 발생했지만 인명 피해는 없었다.

## 대응

### 리비아

리비아의 정치 상황을 그린 지도. 오른쪽 빨강색이 벵가지에 중심을 둔 리비아 국가안정정부이고, 왼쪽 초록색이 트리폴리에 중심을 둔 리비아 국민단결정부이다.

트리폴리의 대통령실 위원회는 데르나, 샤흐하트, 베이다를 재난지역으로 선포했고 트리폴리의 보건부는 9월 12일 의료장비, 의약품, 시신 가방, 인력 등을 태운 비행기를 벵가지로 보냈다. 피해 지역 대부분을 관할하며 벵가지에 있는 리비아 하원은 3일간의 국가애도기간을 선포했으며, 국제적으로 리비아의 공식 정부로 인정받는 압둘 하미드 디베이베흐 총리가 이끄는 트리폴리의 국민단결정부 또한 국가애도기간을 선포했다. 드베이베흐 총리는 광범위한 피해조사와 데르나와 벵가지의 재건을 돕기 위해 25억 리비아 디나르(약 5억 1천만 달러)를 지원하겠다고 발표했다.
튀니지, 알제리, 독일, 카타르, 이란, 튀르키예, 아랍에미리트가 리비아에 인도주의적 구호를 약속했고, 이집트의 대통령 압둘팟타흐 시시는 구호활동을 지원하기 위해 리비아 동부군과 협력해 군사를 일부 배치하겠다고 발표했다. 또한 시시는 같은 날 홍수 희생자와 9월 8일 일어난 2023년 마라케시사피 지진의 희생자를 위해 3일간 국가애도기간을 선포하겠다고 말했다. 오사마 아스카르 육군참모총장이 이끄는 군사대표단이 9월 12일 리비아 동부로 가서 칼리파 하프타르를 만났다. 대표단에는 25명의 구조대와 인도주의 물자를 운반하는 군용 수송기 3기가 포함되었다. 9월 12일 이탈리아는 시민보호부를 수립했으며 외무부 장관 안토니오 타야니는 평가팀이 리비아로 가고 있다고 말했다. 프랑스 외무부 대변인인 안클레어 르젱드레는 프랑스가 리비아 정부의 지원 요청에 응답할 준비가 되었다고 말했다. EU의 외무정책 책임자인 주제프 보렐은 조직이 지원을 위해 대기하는 중이라고 말했고, 유럽 연합 집행위원회 위원장인 우르줄라 폰데어라이엔은 애도의 뜻을 표했다. 세계 보건 기구(WHO)는 40톤의 원조 선박을 리비아로 보냈다.
폭풍으로 인한 리비아의 일시적 원유 수출 중단으로 브렌트유의 가격은 9월 12일 배럴당 92.38달러로 상승하여 2022년 11월 이후 최고가를 경신했다.

## 같이 보기
- 2023년 그리스, 튀르키예, 불가리아 홍수
- 2023년 열대 저기압
- 사이클론 누마 (2007년)
- 사이클론 이아노스 (2020년)
- 사이클론 아폴로 (2021년)